# Diecezja Tabasco
Diecezja Tabasco (łac. Dioecesis Tabasquensis) – diecezja Kościoła rzymskokatolickiego w Meksyku, sufragania archidiecezji jukatańskiej. 

## Historia
25 maja 1880 roku papież Pius IX erygował diecezję Tabasco. Dotychczas wierni z tych terenów należeli do archidiecezji jukatańskiej.

## Ordynariusze
- Agustín de Jesús Torres y Hernandez CM (1881 - 1885)
- Perfecto Amézquita y Gutiérrez CM (1886 - 1896)
- Francisco Maria Campos y Angeles (1897 - 1907)
- Leonardo Castellanos y Castellanos (1908 - 1912)
- Antonio Hernández y Rodríguez (1912 - 1922)
- Pascual Díaz y Barreto SJ (1922 - 1929)
- Vicente Camacho y Moya (1930 - 1943)
- José de Jesús Angulo del Valle y Navarro (1945 - 1966)
- Antonio Hernández Gallegos (1967 - 1973)
- Rafael Garcia González (1974 - 1992)
- Florencio Olvera Ochoa (1992 - 2002)
- Benjamín Castillo Plascencia (2003 - 2010)
- Gerardo de Jesús Rojas López (od 2011)